# Bauhinia dimorphophylla
Bauhinia dimorphophylla är en ärtväxtart som beskrevs av Frederico Carlos Hoehne. Bauhinia dimorphophylla ingår i släktet Bauhinia och familjen ärtväxter. Inga underarter finns listade i Catalogue of Life.